# Casaforte Passerin d’Entrèves
Das Casaforte Passerin d’Entrèves ist ein festes Haus im Ortsteil Entrèves der Gemeinde Courmayeur im Aostatal. Es erhielt seinen Namen nach der Familie Passerin d’Entrèves et Courmayeur, eine Seitenlinie der Familie ‚‘Passerin‘‘, die dieses Haus heute noch bewohnt. Es ist nicht öffentlich zugänglich.

## Geschichte

Das feste Haus auf einem Foto aus der ersten Hälfte des 20. Jahrhunderts (Carlo Nigra)

Das Casaforte Passerin d’Entrèves wurde 1351 im Auftrag von Jean de Curia Majori (vielleicht auch de la Cour) erbaut. In dem ersten Dokument, das die Existenz des Hauses bestätigt, stellte Huguenot de Curia Majori, der Sohn Jeans, den Gesandten des Hauses Savoyen sein Haus für die Generalaudienz im selben Jahr zur Verfügung. In dem Dokument bezieht sich Huguenot darauf, dass er sich erstmals damit einverstanden erklärte, da sein Vater das Haus bauen ließ.
Die Geschichte des festen Hauses ist eng mit der des Lehens Courmayeur und Entrèves verbunden, das ab 1359 Jean de Curia Majori laut Verleihung durch Graf Amadeus VI. von Savoyen gehörte und um 1420 durch Heirat und Erbe an Yblet de Sarriod d’Introd fiel. Ab 1562 kaufte es Roux Favre, Vizebailly von Aosta von den Sarriod d’Introd-Brüdern François, Louis und Jean-Antoine.
1631 fiel das feste Haus in die Hände der Roncas, Markgrafen von Caselle.
Trotz des Toponyms gelangten die Passerins erst 1711 in den Besitz des festen Hauses, das ihren Namen trägt; von da ab gehörte es zu den Gütern der Familie. Der Name der Passerins wurde auch noch auf andere Besitzungen der Familie übertragen: auf das Schloss Passerin d’Entrèves in Châtillon und auf das Schloss Passerin d’Entrèves in Saint-Christophe.

## Beschreibung

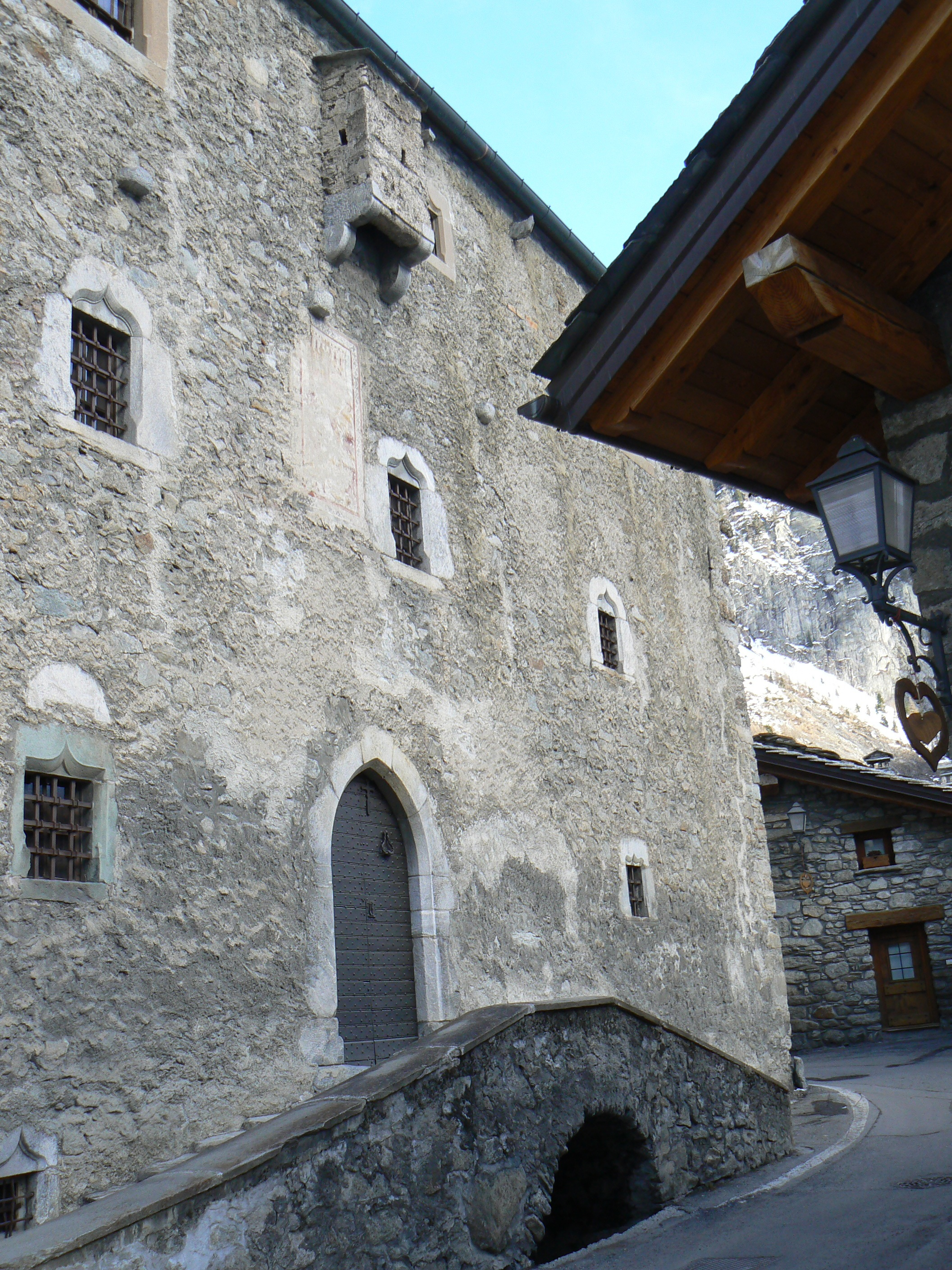
Die Fassade im Jahre 2013

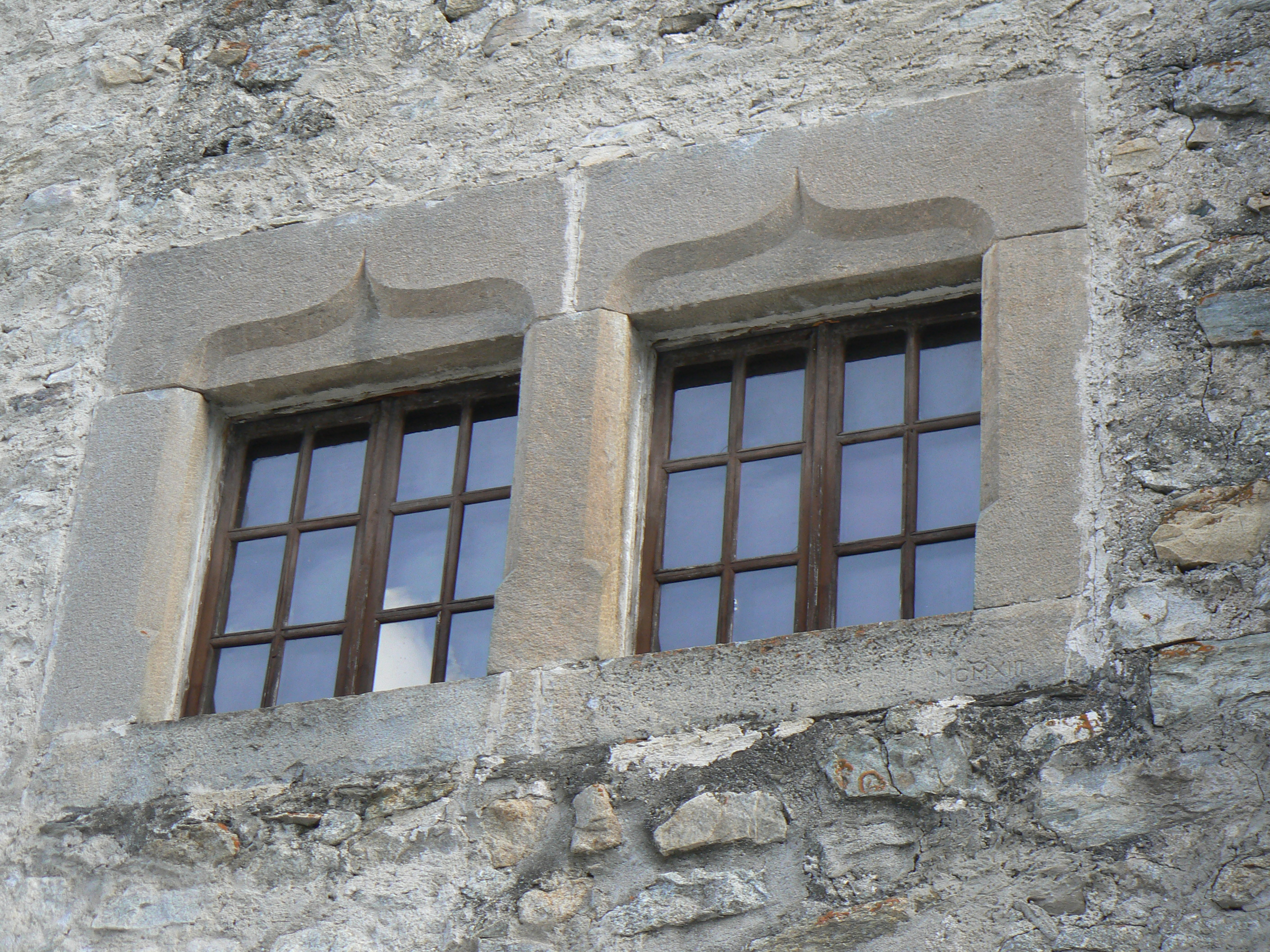
Fenster im Stile des Aostatals, die bei der „integrativen Restaurierung“ in der zweiten Hälfte des 20. Jahrhunderts hinzugefügt wurden

Das feste Haus wurde im 14. Jahrhundert als ländliches festes Haus gebaut und wurde im Laufe der Zeit zu einer aristokratischen Residenz. Die ersten Umbauten wurden auf Wunsch des Adligen Roux Favre durchgeführt, der, als er Herr von Courmayeur wurde, das Haus fast vollständig umbauen ließ.
So beschreibt es der Architekt Carlo Nigra:

„Das Haus, das in Entrèves liegt, hat im ersten Stockwerk schöne Fensterchen im Stile des Aostatals und im Erdgeschoss eine Tür mit Spitzbogen, geschützt durch ein Maschikuli, das darauf hinweist, dass das Haus nicht vor dem 14. Jahrhundert entstanden ist.“

In der zweiten Hälfte des 20. Jahrhunderts wurde das feste Haus mit dem Wachsen des Ansehens von Entrèves in Verbindung mit der Zunahme des Touristenstroms sowohl in seinem Inneren als auch außen verschönert und umgebaut, auch mit nicht originalen Elementen: Die steinernen Fenster mit dem typischen Motiv des Kielbogens sind eine Hinzufügung nach dem Diktat einer „integrativen Restaurierung“ nach der Mode der Zeit, die auch am Schloss Introd und am Schloss Saint-Pierre deutliche Spuren hinterlassen hat.

### Innenräume
Im Inneren des festen Hauses gelangt man in die oberen Stockwerke über eine Wendeltreppe, während der Zugang zu einigen Zimmern mit Kielbögen verziert ist.